# 西城街道 (台州市)
西城街道，中国浙江省台州市黄岩区下辖的一个街道。

## 行政区划
现辖：
锦江社区、江北社区、县前社区、西街社区、永宁社区、江滨社区、西江社区、双江社区、西苑社区、南苑社区、迎春社区、梅园社区、后洋村、岭下村、路边村、雅林村、羽山村、横河村、汇江村、羽村、霓桥村、新堂村、岙岸村、东路村、霓桥金村、岭下葛村、半洋崔村、半洋王村、半洋洪村、半洋张村、大树下村、罗家汇村、下埭头村和西洋郑村。